# Blabyrchva
Blabyrchva (abchazsky Блабырхәа, gruzínsky ბლაბურხვა – Blaburchva) je vesnice v Abcházii, v okrese Gudauta. Leží přibližně 16 km severozápadně od okresního města Gudauty na úpatí pohoří Bzybský hřbet. Obec sousedí na západě s Kaldachvarou, na východě s Barmyší a na jihu s Amžikuchvou a Mysrou. Na severu od Blabyrchvy se nachází těžko přístupný horský terén. Obcí je vedena hlavní silnice spojující Rusko se Suchumi.
Oficiálním názvem obce je Vesnický okrsek Blabyrchva (rusky Блабырхвинская сельская администрация, abchazsky Блабырхәа ақыҭа ахадара). Za časů Sovětského svazu se okrsek jmenoval Blaburchvinský selsovět (Блабурхвинский сельсовет).
Součástí obce Blabyrchva jsou tyto okolní vesničky: Anhaštyk (Анҳашҭыкә), Blabyrchva Agu (Блабырхәа Агәы), Cvdzacha (Цәӡаха), Čerkezichu (Черқьезихәы) a Šlara (Шлара).

## Historie
Obec nesla před rokem 1992 oficiální název Blaburchva (abchazsky Блабырхәа), došlo tedy jen ke drobné úpravě názvu. Název samotný je odvozen od jména zdejšího starého šlechtického rodu Blabba (Блабба), který vlastnil zdejší pozemky.

## Obyvatelstvo
Dle nejnovějšího sčítání lidu z roku 2011 je počet obyvatel této obce 633 a jejich složení následovné:
- 621 Abchazů (98,1 %)
- 12 ostatních národností (1,9 %)

Před válkou v Abcházii žilo v obci 151 obyvatel. V celém Blabyrchvinském selsovětu žilo 837 obyvatel.